# Paul Eeckhout
Paul Eeckhout (Haaltert, 11 juli 1917 – Gent, 11 februari 2012) was architect en conservator van het Museum voor Schone Kunsten in Gent (1948-1982), voorzitter van de Koninklijke Academie voor Oudheidkunde van België en corresponderend lid van de Real Academia de Bellas Artes de San Fernando de Madrid.

## Biografie
Paul Eeckhout studeerde aan het Sint-Lucasinstituut bij, onder anderen, Roger Waeri. Als architect restaureerde hij veel Gentse monumenten zoals de stadhuisgevels op de Poeljemarkt, de huizen op de Korenlei die nu werden verbouwd als hotel, het Rijke Gasthuis op de hoek van de Hoogstraat en de Holstraat, Hotel Van Den Boogaerde Nederpolder, de Platte beurs en de Rode Poort in de Klein-Turkije.
Verder behoort de restauratie van het kasteel van Laarne tot zijn belangrijkste verwezenlijkingen.
Hij had ook een groot project om van het toen bouwvallig Pand Onderbergen een nieuw Gents museum voor schone kunsten te maken en het huidige museum te verbouwen als museum voor hedendaagse kunst. Die plannen zijn echter niet doorgegaan maar het is dankzij zijn toedoen binnen De Vrienden van Oud-Gent dat Het Pand niet werd gesloopt om er een studentenhome te bouwen. Van 1948 tot 1982 was Paul Eeckhout conservator van het Museum voor Schone Kunsten Gent. Hij organiseerde bijna jaarlijks een grote tentoonstelling met de middelen die toen voorhanden waren. Onder meer Keizer Karel en zijn tijd, Hedendaagse Belgische kunst, verzameling Tony Herbert, Georges Rouault, Théo van Rysselberghe, El Greco, James Ensor in de Gentse Verzamelingen en Emile Claus zijn tentoonstellingen waar Eeckhout de schouders onder zette.
Paul Eeckhout was ook een gedreven tekenaar en aquarellist. Als kunstenaar had hij twee zeer productieve perioden, een voor zijn loopbaan en een erna. Telkens was Gent een van zijn voornaamste inspiratiebronnen.
Hij overleed op 94-jarige leeftijd op 11 februari 2012 in Gent na een korte periode van ziekte.

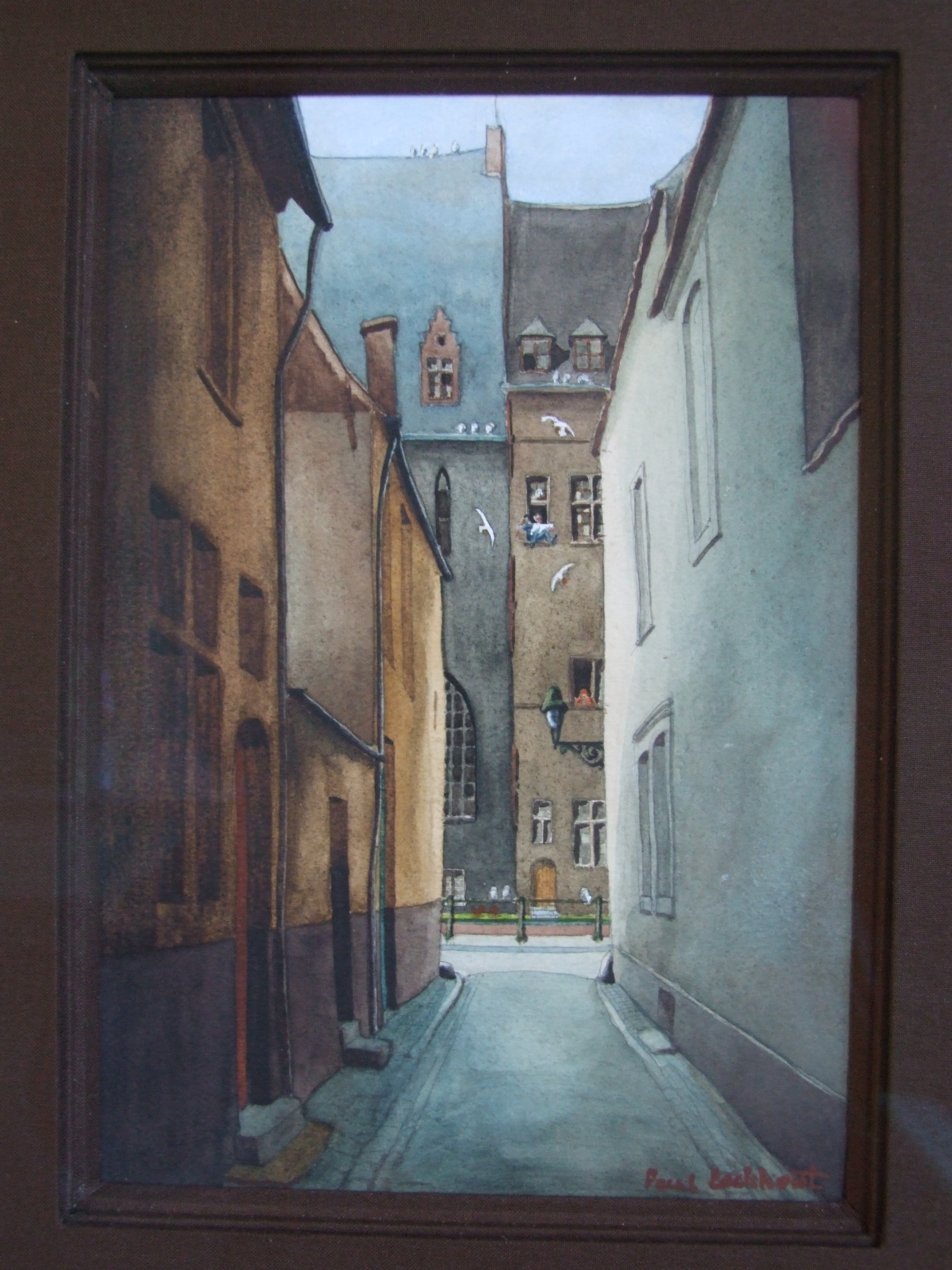
Aquarel: Het Pand, Gent, zicht langs de Predikherenlei, 1944
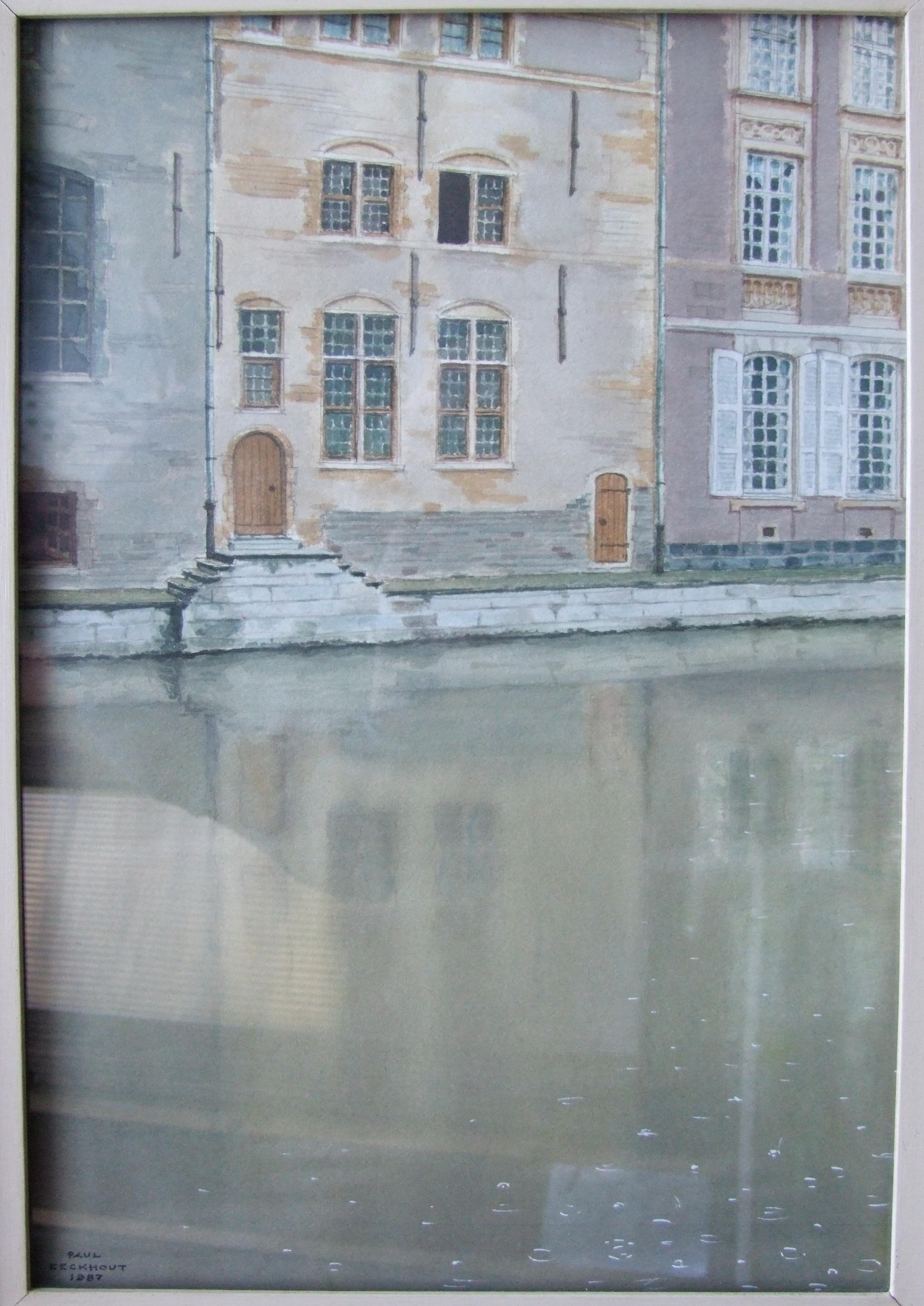
Aquarel: Het Pand, Gent, zicht langs de Predikherenlei, 1987